# Simulium petropoliense
Simulium petropoliense är en tvåvingeart som beskrevs av Coscaron 1981. Simulium petropoliense ingår i släktet Simulium och familjen knott. Inga underarter finns listade i Catalogue of Life.